# Хотел Руанда
Хотел Руанда (на английски: Hotel Rwanda) е филм от 2004 година на режисьора Тери Джордж.

## Актьорски състав
| Актьор        | Роля                       |
| Дон Чийдъл    | Пол Русесабаджина          |
| Софи Оконедо  | Татяна Русесабаджина       |
| Ник Нолти     | полковник Оливър           |
| Хоакин Финикс | Джак Даглиш                |
| Фана Мокуна   | генерал Августин Бизимунгу |
| Кара Сиймор   | Пат Арчър                  |

## Награди и номинации
| Награда                              | Категория                          | Номиниран(и)                   | Резултат  |
| ------------------------------------ | ---------------------------------- | ------------------------------ | --------- |
| Награди на филмовата академия на САЩ | Най-добра мъжка роля               | Дон Чийдъл                     | номинация |
| Награди на филмовата академия на САЩ | Най-добра поддържаща женска роля   | Софи Оконедо                   | номинация |
| Награди на филмовата академия на САЩ | Най-добър оригинален сценарий      | Киър Пиърсън, Тери Джордж      | номинация |
| Награда на БАФТА                     | Най-добър оригинален сценарий      | Киър Пиърсън, Тери Джордж      | номинация |
| Златен глобус                        | Най-добър драматичен филм          | Най-добър драматичен филм      | номинация |
| Златен глобус                        | Най-добър актьор в драматичен филм | Дон Чийдъл                     | номинация |
| Златен глобус                        | Най-добра оригинална песен         | „Million Voices“ – Уайклиф Жан | номинация |
| Сателит                              | Най-добър филм – драма             | Най-добър филм – драма         | награда   |
| Сателит                              | Най-добър оригинален сценарий      | Киър Пиърсън, Тери Джордж      | награда   |
| Сателит                              | Най-добър актьор в драматичен филм | Дон Чийдъл                     | награда   |
| Сателит                              | Най-добра оригинална песен         | „Million Voices“               | номинация |